# Eloy Morales Espinosa
Eloy Morales Espinosa (Ocozocoautla de Espinosa, Chiapas, 19 de septiembre de 1917-ibid., 29 de agosto de 2015) fue un político mexicano, miembro del Partido Revolucionario Institucional (PRI). Fue en dos ocasones diputado federal y líder de la Confederación Nacional Campesina (CNC).

## Biografía
Realizó sus estudios básicos en la escuela primaria «Emilio Rabasa» de Ocozocouatla y la secundaria y los de maestro en la Escuela Normal Rural de «Cerro Hueco» en Tuxtla Gutiérrez, de donde egresó como maestro normalista. 
Miembro del entonces Partido de la Revolución Mexicana (PRM) desde 1944, y su sucesor, el Partido Revolucionario Institucional (PRI). De 1948 a 1950 fue presidente del comité municipal del PRI en Ocozocoautla, de 1956 a 1970 secretario de Acción Agraria del comité estatal del PRI en Chiapas; y, de 1960 a 1963 fue oficial mayor y de 1963 a 1973 secretario general de la Liga de Comunidades Agrarias y Sindicatos Campesinos de Chiapas, sección de la CNC en el estado. Ejerciendo este cargo, fue en 1967 secretario general sustituto del comité nacional de la CNC, ejerciendo brevemente como secretario general del 8 al 21 de septiembre de 1967, entre la renuncia de Amador Hernández González y la elección de Augusto Gómez Villanueva.
Fue elegido diputado al Congreso del Estado de Chiapas para el periodo de 1964 a 1967 y por primera ocasión diputado federal por el Distrito 4 de Chiapas a la XLVIII Legislatura de 1970 a  1973; por segunda ocasión fue diputado federal pero esta ocasión por el Distrito 9 de Chiapas a la LII Legislatura de 1982 a 1985.
Falleció en su ciudad natal, el 29 de agosto de 2015 a los 98 años de edad.